# Masayuki Yamada
Masayuki Yamada (japanisch 山田 将之 Yamada Masayuki; * 1. Oktober 1994 in der Präfektur Saitama) ist ein japanischer Fußballspieler.

## Karriere
Yamada erlernte das Fußballspielen in der Schulmannschaft der Aomori Yamada High School und der Universitätsmannschaft der Hōsei-Universität. Seinen ersten Vertrag unterschrieb er 2016 beim FC Tokyo. Der Verein spielte in der höchsten Liga des Landes, der J1 League. Für den Verein absolvierte er drei Erstligaspiele. 2019 wurde er an den Zweitligisten FC Machida Zelvia ausgeliehen. Im Juli 2019 wurde er an den Zweitligisten Avispa Fukuoka ausgeliehen. Für den Verein absolvierte er 11 Ligaspiele. Von Februar 2020 bis 19. Oktober 2020 wurde er an den Zweitligisten Zweigen Kanazawa ausgeliehen. Direkt im Anschluss wurde er vom ebenfalls in der zweiten Liga spielenden Ōmiya Ardija ausgeliehen. Für Ōmiya absolvierte er 27 Zweitligaspiele. Nach der Ausleihe wurde er von dem Verein aus Saitama fest unter Vertrag genommen. Nach einer Spielzeit wechselte er zu Beginn der Saison 2023 zum Zweitligaaufsteiger Fujieda MYFC.